# استان گالاپاگوس
استان گالاپاگوس (به اسپانیایی: Galápagos Province) یک استان‌های اکوادور در اکوادور است که در اکوادور واقع شده‌است.

## خصوصیات
استان گالاپاگوس ۴۵٬۰۰۰ کیلومترمربع مساحت و ۲۵٬۱۲۴ نفر جمعیت دارد.